# Mohamed Abdulhusain
Mohamed Abdulhusain (12. kolovoza 1989.) je bahreinski rukometni vratar. Nastupa za klub Al-Najma i reprezentaciju Bahreina.
Natjecao se na Svjetskom prvenstvu u Francuskoj 2017., gdje je reprezentacija Bahreina završila na 23. mjestu, te u Danskoj i Njemačkoj 2019. (20.). 